# Juan E. O'Leary
Juan Emiliano O'Leary (Assunção, 12 de junho de 1879 — 31 de outubro de 1969) foi um jornalista, historiador, político, poeta e ensaísta paraguaio.